# Риу-Бон
Риу-Бон (порт. Rio Bom) — муниципалитет в Бразилии, входит в штат Парана. Составная часть мезорегиона Северо-центральная часть штата Парана. Входит в экономико-статистический микрорегион Фашинал. Население составляет 3065 человек на 2006 год. Занимает площадь 177,836 км². Плотность населения — 17,2 чел./км².

## Статистика
- Валовой внутренний продукт на 2003 год составляет 25 549 761,00 реалов (данные: Бразильский институт географии и статистики).
- Валовой внутренний продукт на душу населения на 2003 год составляет 7777,71 реалов (данные: Бразильский институт географии и статистики).
- Индекс развития человеческого потенциала на 2000 год составляет 0,713 (данные: Программа развития ООН).